# 17. Internationale Sechstagefahrt

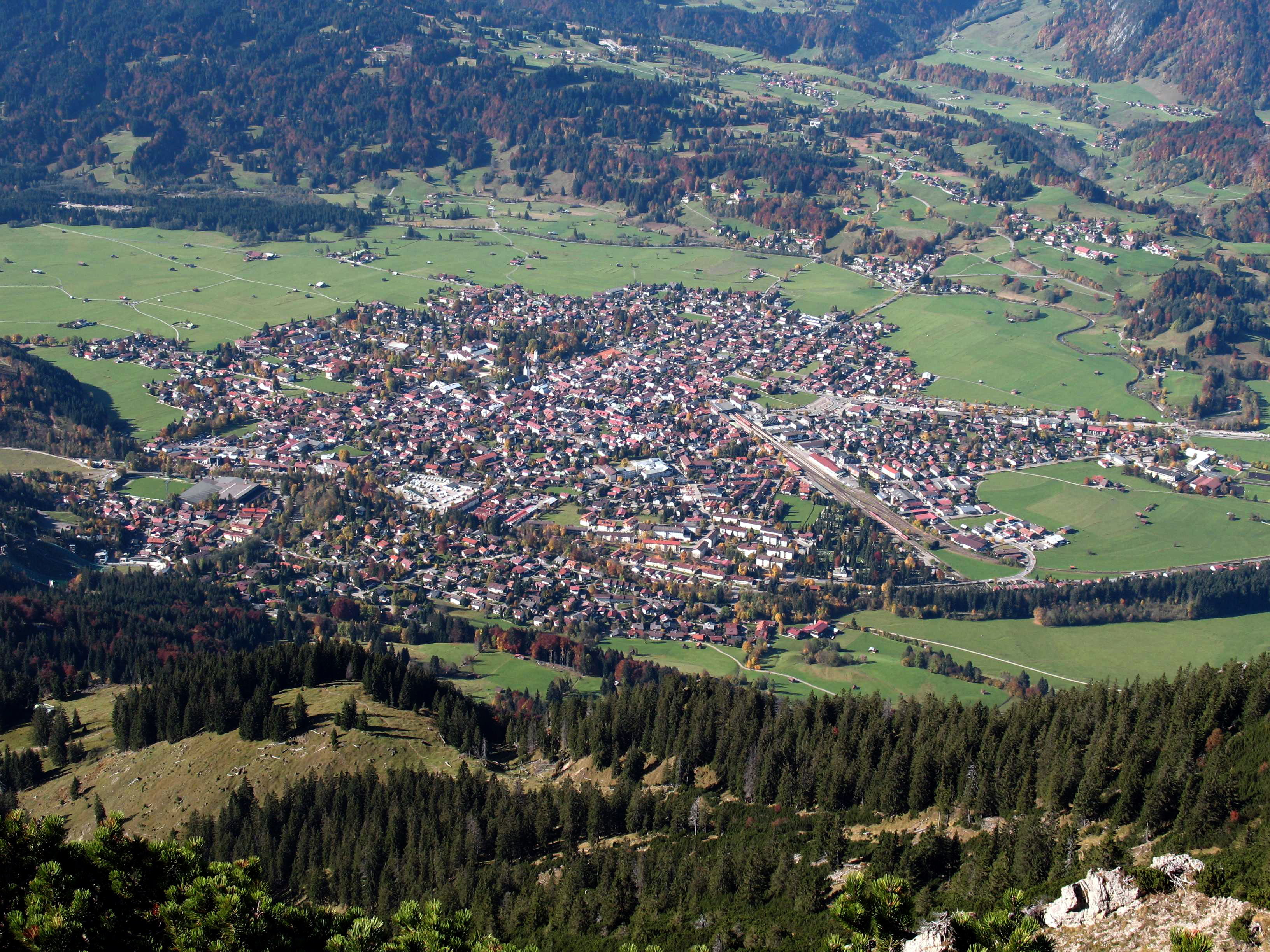
Oberstdorf, Start- und Zielort einzelner Etappen

Die 17. Internationale Sechstagefahrt war ein Motorrad-Geländesportwettbewerb, der vom 9. bis zum 14. September 1935 in Oberstdorf und den Allgäuer Alpen stattfand. Die Nationalmannschaften des Deutschen Reichs konnten zum dritten Mal in Folge die Trophy sowie zum ersten Mal die Silbervase gewinnen.

## Wettkampf

### Organisation
Für den Wettkampf waren 252 Fahrer von neun Motorsportverbänden der FICM gemeldet. Um die Trophy fuhren Mannschaften aus fünf Nationen. Zudem waren 15 Silbervasen-, 35 Fabrik- und 18 Club-Mannschaften am Start.
Das Deutsche Reich nahm an der Trophy und Silbervase sowie mit drei Clubmannschaften teil. Die Schweiz nahm an der Trophy und mit einer Clubmannschaft teil. Die geplante Teilnahme österreichischer Fahrer, darunter einer Trophy-Mannschaft, wurde Anfang September durch die sportliche Führung des Landes untersagt. Grund für diese Verfügung waren „die Angriffe, die in den letzten Tagen im ‚Völkischen Beobachter‘ gegen die österreichische Regierung und einige ihrer Mitglieder geführt wurden.“
Eine Goldmedaille erhielt, wer ohne Strafpunkte das Ziel erreichte. Für eine Silbermedaille durften im Ziel nicht mehr als 10 Strafpunkte zu Buche stehen und eine Bronzemedaille erhielt, wer nicht mehr als 50 Strafpunkte angesammelt hatte.

### 1. Tag
Von den 252 gemeldeten Fahrern nahmen 248 den Wettkampf auf.
Am ersten Fahrtag führte die rund 460 Kilometer lange Strecke nach dem Start in Oberstdorf über Immenstadt, Nellenberg, Weiler, Dürren, Neuwalderberg, Fuchstobel, Deggenhausen, Weingarten, Waltershofen, die Buchenbergstraße und Großdorf zurück zum Ausgangspunkt. Bei Immenstadt fand eine gesonderte Bergprüfung statt.
In der Trophy-Wertung lagen die Mannschaften des Deutschen Reichs und der Tschechoslowakei strafpunktfrei gleichauf. Dahinter folgten Großbritannien mit 1 Strafpunkt, Italien mit 2 Strafpunkten und Frankreich mit 6 Strafpunkten.
In der Silbervase-Wertung lagen die Mannschaften des Deutschen Reichs (A), Großbritanniens (B), Italiens (B), der Niederlande (B) und der Tschechoslowakei (A) strafpunktfrei gleichauf. In der deutschen B-Mannschaft schied Paul Rüttchen aus dem Wettbewerb aus, was fortan täglich 100 Strafpunkte bedeutete. Zudem erhielt Rudi Knees 21 Strafpunkte. Die B-Mannschaft des Irischen Freistaats wurde nicht gewertet, da ein Fahrer nicht zur Abnahme erschienen war.
34 Fahrer schieden aus dem Wettbewerb aus.

### 2. Tag

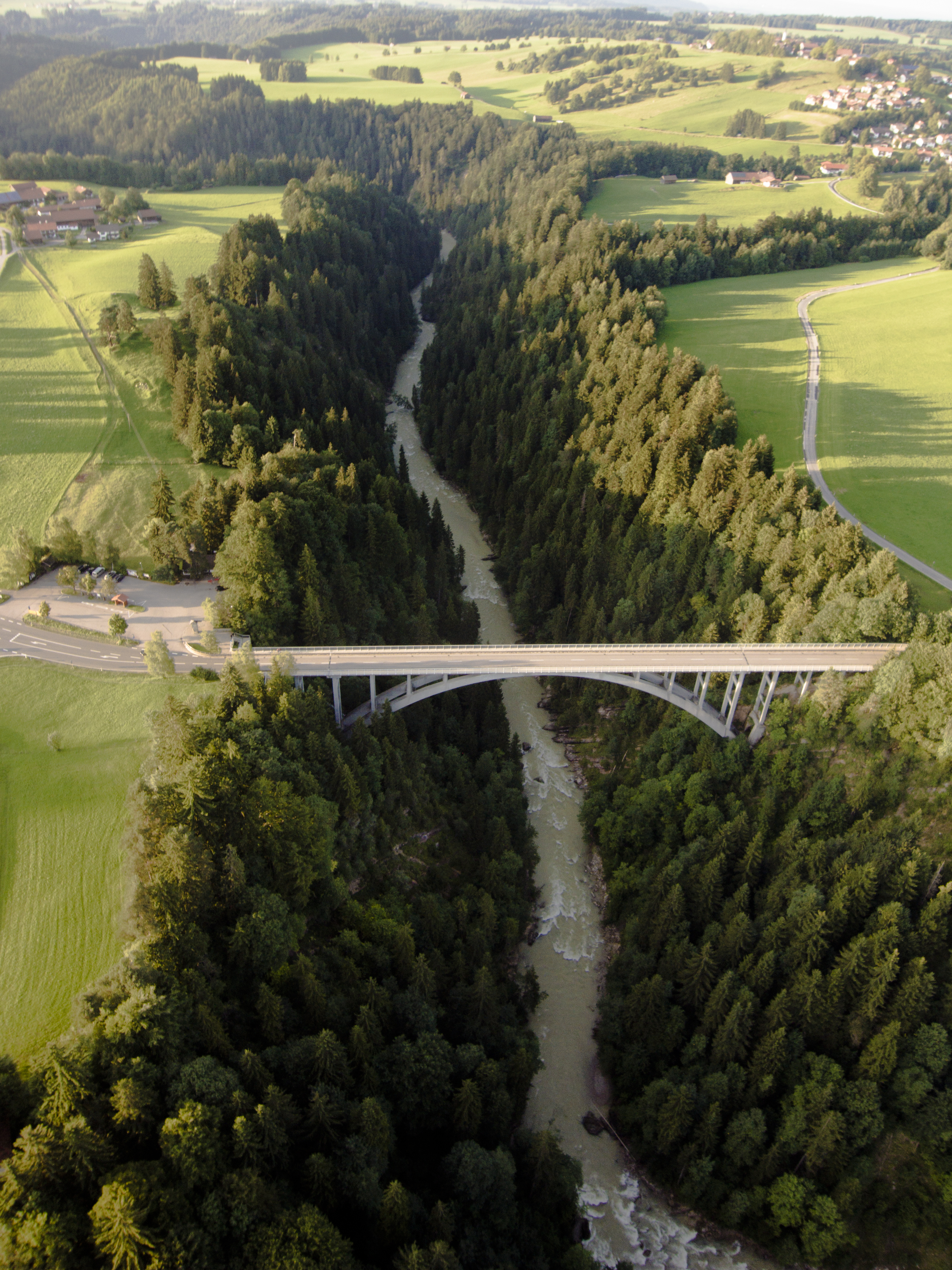
Die Ammerschlucht wurde über die Echelsbacher Brücke passiert

Am zweiten Wettkampftag mussten die Fahrer rund 480 Kilometer zurücklegen. Die Strecke führte über Rettenberg, Marktoberdorf, Rott, Starnberg, von Holzkirchen bis Mitterdarching auf der Autobahn 8 Richtung Salzburg, Taubenberg, Geretsried, Sankt Heinrich, über die Ammerbrücke, Roßhaupten, Görisried und den Oberjochpass zurück nach Oberstdorf.
Auf dem Autobahnteilstück wurde eine „Flachprüfung“ und bei Roßhaupten eine „Hochleistungsprüfung“ durchgeführt.
In der Trophy-Wertung waren die Mannschaften des Deutschen Reichs und der Tschechoslowakei weiterhin strafpunktfrei und lagen gleichauf. Dahinter folgten Großbritannien mit 1 Strafpunkt, Italien mit 2 Strafpunkten und Frankreich mit 106 Strafpunkten. Letztere Mannschaft hatte einen Fahrerausfall zu verzeichnen.
In der Silbervase-Wertung waren die Mannschaften des Deutschen Reichs (A), Großbritanniens (B), Italiens (B), der Niederlande (B) und der Tschechoslowakei (A) weiterhin strafpunktfrei und lagen gleichauf.
25 Fahrer schieden aus dem Wettbewerb aus.

### 3. Tag
Am dritten Tag waren wieder rund 480 Kilometer zu fahren, der Zielort war Titisee im Schwarzwald. Nach dem Start in Oberstdorf führte die Strecke über Missen, Kinbach-Geislehen, Fischbach, Espasingen, Tengen, Wittlekofen, Munchenland, Todtnauberg, Schönau, die Schauinslandstraße, Oberried und Falkensteig nach Titisee.
Bei Missen sowie auf der Schauinslandstraße waren Bergprüfungen integriert.
In der Trophy-Wertung war am Ende des Fahrtags einzig die Mannschaft des Deutschen Reichs noch strafpunktfrei. Dahinter folgten die Tschechoslowakei mit 3 Strafpunkten, Großbritannien mit 101 Strafpunkten, Italien mit 102 Strafpunkten und Frankreich mit 213 Strafpunkten.
In der Silbervase-Wertung waren die Mannschaften des Deutschen Reichs (A) und der Niederlande (B) noch strafpunktfrei und lagen gleichauf. Auf dem dritten Platz lag die A-Mannschaft Italiens mit 1 Strafpunkt.
21 Fahrer schieden aus dem Wettbewerb aus.

### 4. Tag

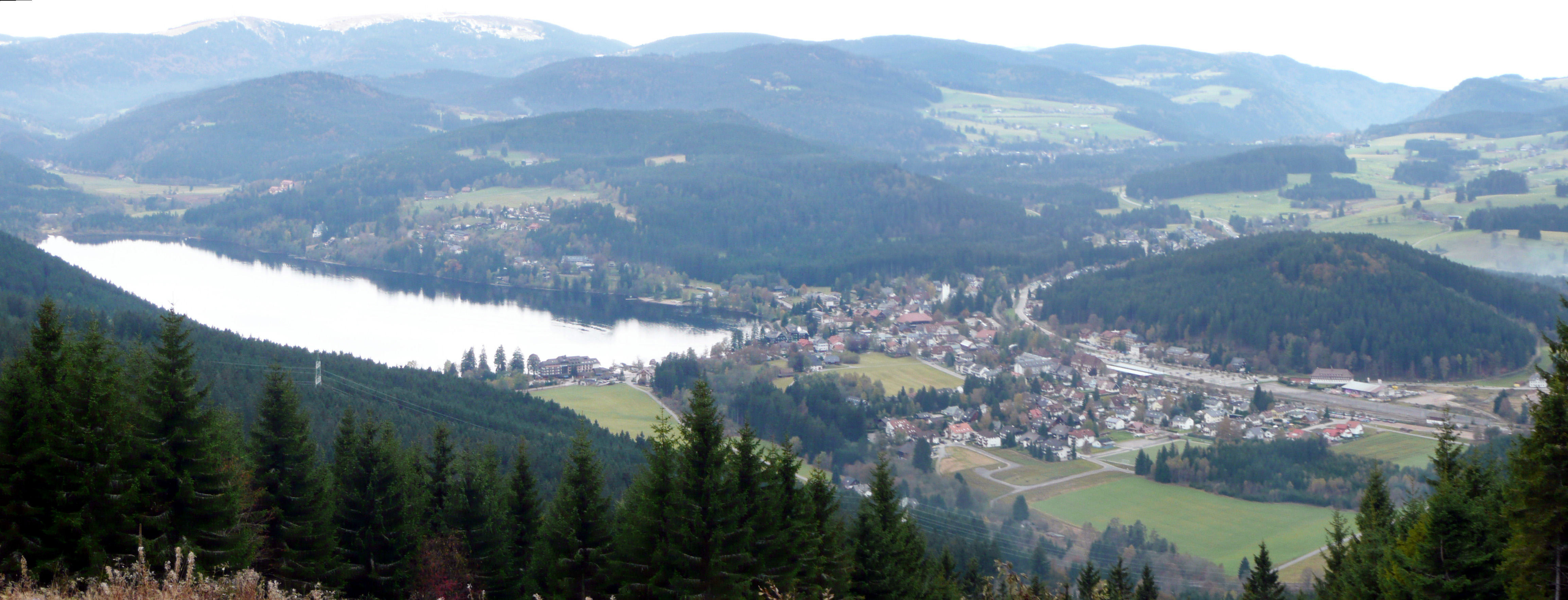
Zielort der dritten und Startort der vierten Tagesetappe war Titisee im Schwarzwald

Die Strecke des vierten Fahrtags war 494,5 Kilometer lang und startete am Zielort des Vortags in Titisee. Danach ging es über Feldberg, Oberibach, Mambach, Sallneck, Badenweiler, Schönau, das Äulemer Kreuz (1137,6 m ü. NHN), Bonndorf, Tengen, Espasingen, Fischbach, Kinbach-Geislehen und Missen nach Oberstdorf.
Bei Schönau und Kinbach-Geislehen waren jeweils eine Bergprüfung zu absolvieren.
In der Trophy-Wertung führte die strafpunktfreie Mannschaft des Deutschen Reichs vor der Tschechoslowakei (6 Strafpunkte), Großbritannien (201), Italien (202) und Frankreich (364).
In der Silbervase-Wertung war am Ende des Fahrtags einzig die A-Mannschaft des Deutschen Reichs strafpunktfrei und lag damit in Führung. Auf den Plätzen zwei und drei folgten die A-Mannschaft der Tschechoslowakei mit 3 Strafpunkten sowie die italienische B-Mannschaft mit 7 Strafpunkten.
20 Fahrer schieden aus dem Wettbewerb aus.

### 5. Tag

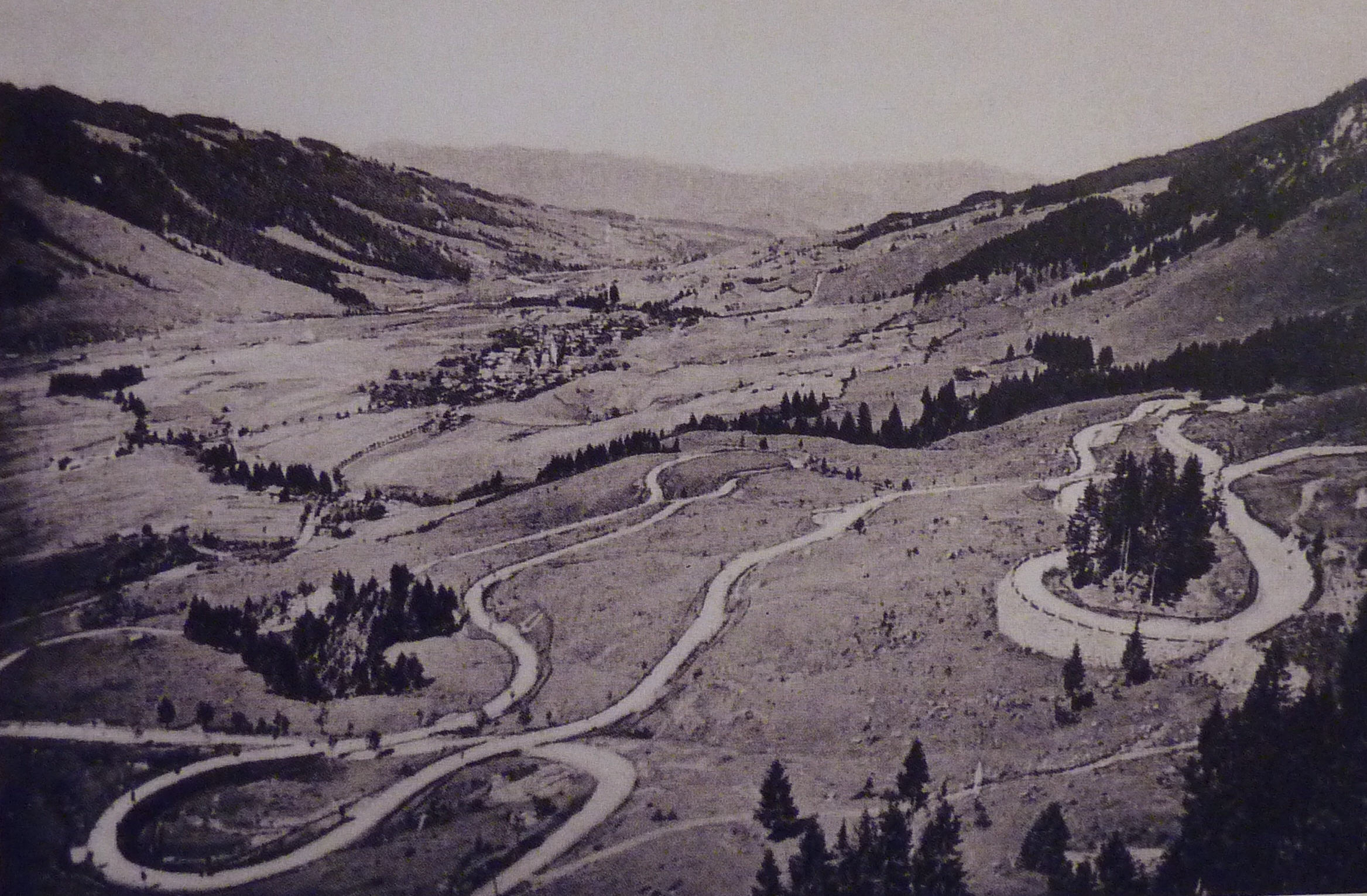
Die Oberjochpassstraße im Ausbauzustand zum Zeitpunkt der Veranstaltung – Ort der Bergprüfung des 5. Tages

Die Strecke am fünften Tag war rund 440 Kilometer lang und führte über Hindelang, Moosbach, Sibratshofen, Oberstaufen, Scheidegg, Herben, Karsee, Ratzenried, Isny, Eschach und Immenstadt zurück nach Oberstdorf. Bei Hindelang war eine Bergprüfung auf der Oberjochpassstraße zu fahren.
In der Trophy-Wertung führte nach wie vor die Mannschaft des Deutschen Reichs vor der ČSR, Großbritannien, Italien und Frankreich.
In der Silbervase-Wertung führte ebenso unverändert die A-Mannschaft des Deutschen Reichs vor der A-Mannschaft der ČSR und der B-Mannschaft Italiens.
14 Fahrer schieden aus dem Wettbewerb aus.

### 6. Tag
Die letzte Tagesetappe war mit rund 250 Kilometern die kürzeste der Veranstaltung und führte nach dem Start in Oberstdorf über Sigishofen, Kranzegg, Petersthal, Marktoberdorf, Lengenfeld, und Bernbeuren nach Füssen. Bei Kranzegg war eine letzte Bergprüfung integriert.
Das Abschlussrennen als Geschwindigkeitsprüfung wurde auf einem rund 8,5 Kilometer langen Straßendreieckskurs ab Füssen gefahren.
Vier Fahrer schieden aus dem Wettbewerb aus. Von 248 am ersten Tag gestarteten Fahrern erreichten 130 das Ziel.

## Endergebnisse

### Trophy
| Platz | Team                   | Strafpunkte |
| ----- | ---------------------- | ----------- |
| 1.    | Deutsches Reich        | 25          |
| 2.    | Tschechoslowakei       | 66          |
| 3.    | Vereinigtes Königreich | 401         |
| 4.    | Königreich Italien     | 402         |
| 5.    | Frankreich             | 565         |

### Silbervase
| Platz | Team                                  | Strafpunkte |
| ----- | ------------------------------------- | ----------- |
| 1.    | Deutsches Reich (A-Mannschaft)        | 0           |
| 2.    | Tschechoslowakei (A-Mannschaft)       | 61          |
| 3.    | Königreich Italien (B-Mannschaft)     | 204         |
| 4.    | Niederlande (B-Mannschaft)            | 300         |
| 5.    | Irischer Freistaat (A-Mannschaft)     | 303         |
| 6.    | Niederlande (A-Mannschaft)            | 404         |
| 7.    | Ungarn                                | 515         |
| 8.    | Frankreich (B-Mannschaft)             | 565         |
| 9.    | Vereinigtes Königreich (B-Mannschaft) | 600         |
| 10.   | Königreich Italien (A-Mannschaft)     | 601         |
| 11.   | Deutsches Reich (B-Mannschaft)        | 623         |
| 12.   | Schweiz                               | 642         |
| 13.   | Tschechoslowakei (B-Mannschaft)       | 903         |

In der B-Mannschaft des  Irischen Freistaats erschien ein Fahrer nicht zur Abnahme, womit diese aus der Wertung fiel.
Folgende Mannschaften wurden wegen Ausfall aller Fahrer nicht abschließend gewertet:
 Vereinigtes Königreich (A-Mannschaft)
 Frankreich (A-Mannschaft)

### Club-Mannschaften
| Platz | Team                                        | Strafpunkte |
| ----- | ------------------------------------------- | ----------- |
| 1.    | DDAC                                        | 5           |
| 2.    | Utrechtsche Provinciale Motor Club          | 7           |
| 3.    | Jawa-Club                                   | 61          |
| 4.    | NSKK (A)                                    | 139         |
| 5.    | Carshalton MCC                              | 300         |
| 6.    | Edinburgh Rudge Club                        | 425         |
| 7.    | Union der Motor-Fahrer-Clubs der Schweiz    | 642         |
| 8.    | Sunbeam M.C.C. (B)                          | 691         |
| 9.    | Sunbeam M.C.C. (A)                          | 702         |
| 10.   | London Ace M.C.C.                           | 817         |
| 11.   | Motorsektion des AKRČs                      | 903         |
| 12.   | NSKK (B)                                    | 947         |
| 13.   | Motocycle Club de France                    | 1104        |
| 14.   | Königreich Italien Reale Moto Club d’Italia | 1120        |

In der Clubmannschaft  Knock Motor Cycle Club erschien ein Fahrer nicht zur Abnahme, womit diese aus der Wertung fiel.
Folgende Mannschaften wurden wegen Ausfall aller Fahrer nicht abschließend gewertet:
 Sunbeam M.C.C. (C)
 The Sunbac Club
 Leinster Motor Cycle Club
 M.C. Zuid Holland s’Gravenhage

### Einzelwertung
| Klasse       | Starter | Gold | Silber | Bronze | ohne Medaille | Ausfall/Disqualifikation | Ausfall/Disqualifikation | Ausfall/Disqualifikation | Ausfall/Disqualifikation | Ausfall/Disqualifikation | Ausfall/Disqualifikation | Ausfall/Disqualifikation |
| Klasse       | Starter | Gold | Silber | Bronze | ohne Medaille | 1. Tag                   | 2. Tag                   | 3. Tag                   | 4. Tag                   | 5. Tag                   | 6. Tag                   | Gesamt                   |
| ------------ | ------- | ---- | ------ | ------ | ------------- | ------------------------ | ------------------------ | ------------------------ | ------------------------ | ------------------------ | ------------------------ | ------------------------ |
| 175 cm³      | 4       | 0    | 0      | 0      | 2             | 0                        | 2                        | 0                        | 0                        | 0                        | 0                        | 2                        |
| 250 cm³      | 43      | 14   | 6      | 6      | 0             | 4                        | 4                        | 4                        | 2                        | 2                        | 1                        | 17                       |
| 350 cm³      | 50      | 13   | 4      | 7      | 1             | 7                        | 5                        | 3                        | 6                        | 3                        | 1                        | 25                       |
| 500 cm³      | 108     | 8    | 20     | 18     | 10            | 14                       | 12                       | 8                        | 10                       | 8                        | 0                        | 52                       |
| 750 cm³      | 8       | 1    | 3      | 1      | 0             | 1                        | 0                        | 1                        | 1                        | 0                        | 0                        | 3                        |
| 1000 cm³     | 1       | 0    | 0      | 0      | 0             | 0                        | 0                        | 0                        | 0                        | 1                        | 0                        | 1                        |
| 600 cm³ (b)  | 21      | 5    | 2      | 0      | 3             | 4                        | 1                        | 5                        | 1                        | 0                        | 0                        | 11                       |
| 1000 cm³ (b) | 12      | 3    | 2      | 0      | 0             | 4                        | 1                        | 0                        | 0                        | 0                        | 2                        | 7                        |
| 1100 cm³ (c) | 1       | 0    | 0      | 0      | 1             | 0                        | 0                        | 0                        | 0                        | 0                        | 0                        | 0                        |
| Gesamt       | 248     | 44   | 37     | 32     | 17            | 34                       | 25                       | 21                       | 20                       | 14                       | 4                        | 118                      |